# The Collected Stories of Philip K. Dick
The Collected Stories of Philip K. Dick este o colecție de 118 povestiri științifico-fantastice de scriitorul american Philip K. Dick.  A  fost prima dată tipărită de Underwood-Miller în 1987 în cinci volume.  
Multe dintre povestiri au apărut inițial în revistele Fantasy and Science Fiction, Planet Stories, If, Galaxy Science Fiction, Imagination, Space Science Fiction, Fantastic Story Magazine, Amazing Stories, Future Science Fiction, Cosmos, Fantasy Fiction, Beyond Fantasy Fiction, Thrilling Wonder Stories, Startling Stories, Fantastic Universe, Science Fiction Quarterly, Astounding, Science Fiction Adventures, Science Fiction Stories, Orbit, Satellite Science Fiction, Imaginative Tales, Fantastic, Worlds of Tomorrow, Escapade, Famous Science Fiction, Niekas, Rolling Stone College Papers, Interzone, Playboy, Omni şi The Yuba City High Times.

## Cuprins

### Volumul I,Beyond Lies the Wub
- Prefață dintr-o scrisoare către John Betancourt
- Cuvânt înainte de Steven Owen Godersky
- Introducere de Roger Zelazny
- Stability
- Roog
- The Little Movement
- Beyond Lies the Wub
- The Gun
- The Skull
- The Defenders
- Mr. Spaceship
- Piper in the Woods
- The Infinites
- The Preserving Machine
- Expendable
- The Variable Man
- The Indefatigable Frog
- The Crystal Crypt
- The Short Happy Life of the Brown Oxford
- The Builder
- Meddler
- Paycheck
- The Great C
- Out in the Garden
- The King of the Elves
- Colony
- Prize Ship
- Nanny
- Note

### Volumul II,Second Variety
- Introducere de Norman Spinrad
- The Cookie Lady
- Beyond the Door
- Second Variety
- Jon’s World
- The Cosmic Poachers
- Progeny'
- Some Kinds of Life
- Martians Come in Clouds
- The Commuter
- The World She Wanted
- A Surface Raid
- Project: Earth
- The Trouble with Bubbles
- Breakfast at Twilight
- A Present for Pat
- The Hood Maker
- Of Withered Apples
- Human Is
- Adjustment Team
- The Impossible Planet
- Impostor
- James P. Crow
- Planet for Transients
- Small Town
- Souvenir
- Survey Team
- Prominent Author
- Note

### Volumul III,The Father-Thing
- Introducere de John Brunner
- Fair Game
- The Hanging Stranger
- The Eyes Have It
- The Golden Man
- The Turning Wheel
- The Last of the Masters
- The Father-Thing
- Strange Eden
- Tony and the Beetles
- Null-O
- To Serve the Master
- Exhibit Piece
- The Crawlers
- Sales Pitch
- Shell Game
- Upon the Dull Earth
- Foster, You’re Dead
- Pay for the Printer
- War Veteran
- The Chromium Fence
- Misadjustment
- A World of Talent
- Psi-Man Heal My Child!
- Note

### Volumul IV,The Days of Perky Pat
- "How Do You Know You're Reading Philip K. Dick?", de James Tiptree, Jr.
- "Autofac"
- "Service Call"
- "Captive Market"
- "The Mold of Yancy"
- "The Minority Report
- "Recall Mechanism"
- "The Unreconstructed M"
- "Explorers We"
- "War Game"
- "If There Were No Benny Cemoli"
- "Novelty Act"
- "Waterspider"
- "What the Dead Men Say"
- "Orpheus with Clay Feet"
- "The Days of Perky Pat"
- "Stand-by"
- "What'll We Do with Ragland Park?"
- "Oh, to Be a Blobel!"
- Note

### Volumul V,The Little Black Box
- Introducere de Thomas M. Disch
- "The Little Black Box"
- "The War with the Fnools"
- "A Game of Unchance"
- "Precious Artifact"
- "Retreat Syndrome"
- "A Terran Odyssey"
- "Your Appointment Will Be Yesterday"
- "Holy Quarrel"
- "We Can Remember It for You Wholesale"
- "Not By Its Cover"
- "Return Match"
- "Faith of Our Fathers"
- "The Story to End All Stories for Harlan Ellison’s Anthology ''Dangerous Visions''"
- "The Electric Ant"
- "Cadbury, the Beaver Who Lacked"
- "A Little Something for Us Tempunauts"
- "The Pre-persons"
- "The Eye of the Sibyl"
- "The Day Mr. Computer Fell out of its Tree"
- "The Exit Door Leads In"
- "Chains of Air, Web of Aether"
- "Strange Memories of Death"
- "I Hope I Shall Arrive Soon"
- "Rautavaara's Case"
- "The Alien Mind"
- Note

### Povestiri lipsă
Următoarele povestiri sunt cele care nu au apărut în această colecție: 
- "Goodbye, Vincent"
- "Menace React" (doar un fragment și a fost publicat după această colecție)